# Münzenberg
Pour les articles homonymes, voir Münzenberg (homonymie).
Münzenberg est une municipalité allemande située dans le land de la Hesse et l'arrondissement de Wetterau.

## Géographie

### Localisation
Münzenberg se trouve à la limite nord de la Vettéravie, à une altitude de 202 m, à 7,5 km au nord-est de Butzbach, et est traversée par la Wetter. Münzenberg se compose des quartiers de Gambach, Münzenberg, Ober-Hörgern et Trais.
Münzenberg est bordée au nord par la ville de Pohlheim, à l'est par les villes de Lich et de Hungen (toutes trois dans l'arrondissement de Gießen), au sud-est par la commune de Wölfersheim, au sud par la commune de Rockenberg et à l'ouest par la ville de Butzbach (toutes trois dans l'arrondissement de Wetterau). 

## Histoire

### Moyen Âge
Le village est primitivement une colonie autour du château de Münzenberg, construit dans la deuxième moitié du XIIe siècle pour le ministériel Kuno I. von Hagen-Arnsburg. En 1245, des privilèges urbains sont accordés à la colonie.
En 1255, Münzenberg fait partie en tant qu'alleu de l'héritage de Münzenberg, dans la succession d'Ulrich II de Münzenberg. L'héritage est partagé entre six de ses sœurs, mais continua à être géré en commun.

### Reforme territoriale
Dans le cadre de la réforme territoriale en Hesse (de), la ville de Münzenberg est intégrée à la commune de Gambach le 1er octobre 1971. Gambach est rebaptisée Münzenberg et continue de porter le nom de « ville » qui revenait déjà auparavant à Münzenberg. Le quartier de Gambach devient alors le siège de la mairie. Le 31 décembre 1971, les communes de Trais-Münzenberg et Ober-Hörgern (Arrondissement de Gießen), jusqu'alors indépendantes, sont intégrées en tant que nouveaux quartiers.

## Démographie
Selon le recensement de 2011, 5632 habitants vivent à Münzenberg à la date de référence du 9 mai 2011. Parmi eux, 115 (2,0 %) sont étrangers, dont 49 venant d'autres pays de l'Union Européenne, 18 d'autres pays européens et 48 d'autres pays hors Union Européenne. Les habitants composent 2320 ménages. 675 sont des ménages de célibataires, 675 des couples sans enfants et 812 des couples avec enfants, ainsi que 195 des familles monoparentales et 30 dont des colocations.

## Personnalités liées à la ville
- Theodor Morell (1886-1948), médecin né à Trais.